# Plobangan
Plobangan is een bestuurslaag in het regentschap Wonosobo van de provincie Midden-Java, Indonesië. Plobangan telt 904 inwoners (volkstelling 2010).